# Francesco Antonio Fasani
Francesco Antonio Fasani, noto anche come Padre Maestro o Padre Francesco, nato Donato Antonio Giovanni Nicolò Fasani (Lucera, 6 agosto 1681 – Lucera, 29 novembre 1742), è stato un religioso e presbitero italiano appartenente all'Ordine dei frati minori conventuali; beatificato nel 1951 da papa Pio XII, è stato proclamato santo da papa Giovanni Paolo II il 13 aprile 1986. 
Venerato dalla Chiesa cattolica, la sua memoria liturgica viene celebrata il 29 novembre, anniversario della morte. Primo santo di Capitanata, è il compatrono della città di Lucera e viene invocato dai fedeli come Il santo della pioggia.
I suoi resti, ricoperti di cera, sono venerati, in un'urna di cristallo e bronzo, sotto l'altare maggiore della chiesa basilica santuario di San Francesco Antonio Fasani di Lucera.

## Biografia

### I primi anni (1681-1696)

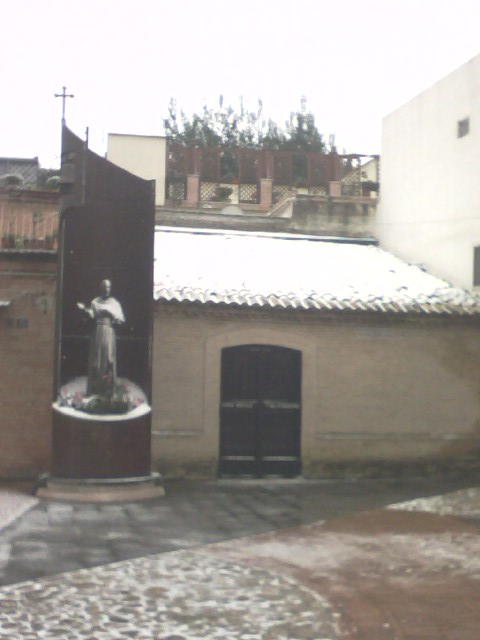
Casa natale di san Francesco Antonio Fasani

Nacque a Lucera il 6 agosto 1681, da umili e modesti lavoratori, Giuseppe Fasani e Isabella Della Monica, in una piccola casa di via Torretta, che venne illuminata da un insolito chiarore, che suscitò meraviglia e stupore nel vicinato.
Fu battezzato il 10 agosto in cattedrale da don Vito Antonio Di Dionisio, con i nomi di Donato Antonio Giovanni Nicolò, ma fu subito chiamato da tutti Giovanniello. La sua era una famiglia povera, ma dedita alla preghiera, dove si recitava il rosario in ginocchio dinanzi all'immagine dell'Immacolata.
Quando Giovanniello era ancora piccolo, il padre morì e sua madre Isabella passò a terze nozze con Francesco Farinacci. I coniugi gli diedero un fratello e una sorella e, di comune accordo, vollero mantenere il bambino agli studi, permettendogli di frequentare il convento di San Francesco per le lezioni di Padre Milani, sperando di risolvere così i problemi economici della famiglia. Giovanniello studiava con grande impegno ma, pur sapendo che avrebbe deluso le aspettative dei familiari, non nascose la sua predilezione verso la vita conventuale.
Difatti, ancora adolescente, il 23 agosto 1695 entrò al Noviziato dei Frati Minori Conventuali di Monte Sant'Angelo, prese il nome di Francesco Antonio, come atto devozionale ai due grandi santi dell'ordine (nonché nome di battesimo della sorella maggiore, Francesca Antonia, a cui Giovanniello era particolarmente legato), e il 23 agosto 1696 vi emise la professione solenne con i voti di povertà, castità, obbedienza. Lasciò Monte Sant'Angelo e, per una notte, tornò nella sua casa, a Lucera, prima di partire per Venafro.

### Gli studi e il sacerdozio (1696-1707)
Frate Francesco Antonio, dopo gli studi a Venafro, passò ad Alvito, a Montella, ad Aversa per filosofia, ad Agnone per teologia ed infine a Napoli dove fu ordinato suddiacono.
Fu durante questi viaggi che, ad Isernia nel 1696, incontrò per la prima volta il novizio Antonio Lucci, che ritrovo l'anno seguente nel corso di studi letterari a Venafro. Si strinse fra i due un profondo rapporto di sincera amicizia, che li portò a proseguire insieme il cammino verso il sacerdozio.
Consigliato dall'amico di studi, Antonio Lucci, Francesco Antonio chiese al padre generale di essere mandato ad Assisi per laurearsi assieme al Lucci. La richiesta fu accettata e i due partirono per il lungo viaggio, che li mise di fronte alla reale situazione politica del Regno di Napoli. Lucci da sempre più aperto e speranzoso si contrapponeva al Fasani più timido e preoccupato. Fu proprio durante questi piccoli battibecchi che il Fasani avrebbe risposto al Lucci: "Di' pure quello che ti pare, tanto sarò santo prima di te".
I due amici arrivarono ad Assisi nel 1704 e, dopo un anno di formazione, sotto la guida del direttore spirituale il Servo di Dio Giuseppe A. Marcheselli, furono ordinati sacerdoti il 19 settembre 1705. Il giorno seguente frà Francesco Antonio celebrò la sua prima Messa sulla tomba di San Francesco.
Passato a Roma nel collegio di San Bonaventura, ritornò ad Assisi nel 1707 e predicò il suo primo quaresimale presso Palazzo, un borgo nei pressi della città francescana. Un testimone riferisce: «Predicava con un fervore sensibile, in modo che imprimeva nell'anima degli ascoltatori le verità che annunciava... Parlava della Santa Madre di Dio con un tal trasporto di devozione, una tale tenerezza ed un'espressione del volto talmente affettuosa, che sembrava aver avuto un colloquio faccia a faccia con Lei».
Nel luglio di quello stesso anno fu destinato alla comunità di Lucera, per insegnare filosofia ai giovani del convento, mentre Antonio Lucci, dopo vari insegnamenti, nel 1718 fu eletto ministro provinciale dell'Ordine nella provincia di Monte S. Angelo.

### L'apostolo della Capitanata (1707-1742)

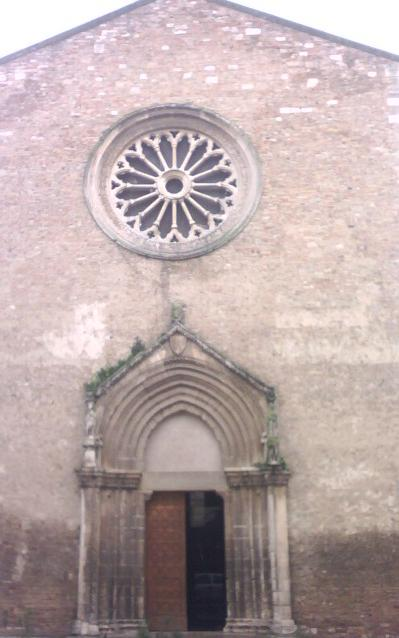
Chiesa di San Francesco d'Assisi, oggi "Santuario di San Francesco Antonio Fasani"

Arrivato a Lucera sul finire del 1707, frà Francesco Antonio fu subito accolto tra i Minori Conventuali del convento di Lucera, dove manifestò subito il suo ardore serafico e lo zelo apostolico, con vita di penitenza e povertà, tanto da sembrare un "San Francesco Redivivo". Chiese una lista dei più poveri della città ed incitò i confratelli a fare digiuni, penitenze e rinunce.
Il superiore del convento, visti i carismi del giovane frate, lo presentò al vescovo di Lucera, Domenico Morelli, per chiedergli le facoltà necessarie per l'apostolato del confessionale. Il vescovo, colpito dall'aspetto giovanile del frate (27 anni), fu riluttante e negò il permesso. I due frati si allontanarono, ma ben presto il vescovo fu colto da improvvisi malori, che gli fecero temere perfino la morte; fece richiamare in fretta i due religiosi e, riconoscendo la svista, concesse al Padre Maestro la facoltà di confessare. Il malore scomparve all'improvviso.
Il 27 giugno 1709 frà Francesco Antonio sostenne l'esame in sacra teologia e venne proclamato "dottore e maestro", e da allora venne chiamato dai confratelli e dal popolo, e così viene chiamato ancora oggi, familiarmente "Padre Maestro".
Dal 1709, per tre anni, si ritirò per un periodo di solitudine presso Alberona, dove fu Superiore nell'eremo di San Rocco. Qui, oltre ad essere occupato nel sacro ministero, provvedeva anche alla scuola dei ragazzi del popolo.
Fu costretto a lasciare l'eremo nel 1712, quando fu nominato guardiano e maestro dei novizi, e successivamente Superiore del convento di Lucera, dove istituì una mensa per i poveri, chiedendo frequentemente offerte alle famiglie nobile del tempo: Zunica, de Nicastri, Ramamondi e Lombardi.
Continuò comunque il suo apostolato in tutta la Daunia e nel Molise: da Foggia, San Severo, Manfredonia e San Marco in Lamis, a Bovino, Troia, Agnone, Campobasso e tanti altri paesi, meritandosi l'appellativo di "apostolo di Capitanata". I suoi sermoni erano spesso incentrati sulla carità nei riguardi dei poveri. Un giorno, di ritorno a Lucera, un mendicante seminudo gli chiese qualche vestito per coprirsi. Padre Francesco Antonio si spogliò dei suoi vestiti principali e tornò in convento coperto del solo saio.
A seguito della conversione, nel febbraio del 1713, della signorina (in seguito suora) Diodata Pagano, le dicerie della gente fecero allontanare da Lucera il Padre Maestro, che nel 1716 fu trasferito al convento di Troia. L'amico Antonio Lucci, a quel tempo reggente dello Studio generale a San Lorenzo Maggiore a Napoli, saputa la vicenda, volle incontrarlo e conosciuta la verità sul suo allontanamento, parlò al Ministro Generale padre Domenico Antonio Andrea Borghesi da Pesaro, e fra' Francesco Antonio nel 1717 fu rimandato a Lucera.
Il suo apostolato a Lucera si divideva fra i poveri della città (fra le varie iniziative, promosse la simpatica usanza di raccogliere e distribuire pacchi-dono ai poveri in occasione del S. Natale e inoltre compilava un registro dei poveri del dare e dell'avere, come se fosse una sorta di "Banchiere dei poveri"), l'assistenza ai carcerati e ai condannati a morte che accompagnava personalmente fino al luogo del supplizio per confortarne gli estremi momenti (ciò non sfuggi al popolo che l'appellava quale "frate della forca"), e l'aiuto al Monastero di Santa Caterina di Lucera, in qualità di confessore delle suore celestine di clausura.

### Il terremoto del 1731 e la gloriosa morte (1720-1742)

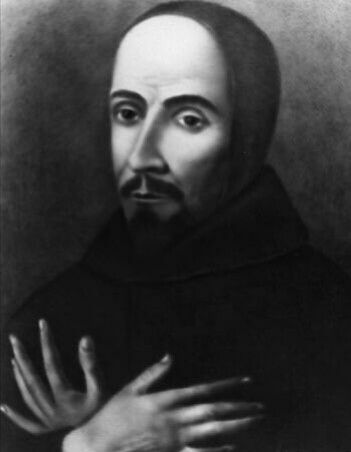
San Francesco Antonio Fasani

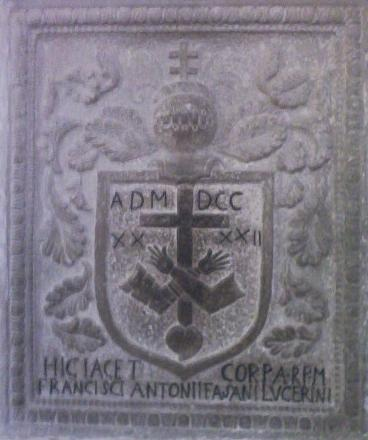
Lapide dell'antico sepolcro del Padre Maestro

Il 1º giugno 1720, con speciale breve di papa Clemente XI, fra' Francesco Antonio venne nominato Ministro Provinciale della provincia religiosa conventuale di Monte Sant'Angelo, che in quel tempo si estendeva dalla Capitanata al Molise, succedendo all'amico Antonio Lucci che venne mandato a Napoli come reggente generale e nel 1729 a Bovino come vescovo. Nel triennio in cui occupò la carica, il Padre Maestro fece trasferire il noviziato da Monte Sant'Angelo a Lucera.
Dal 1726 al 1729 il Padre Maestro fu nuovamente guardiano del convento di Lucera. Negli anni successivi divenne direttore spirituale del monastero della Santissima Annunziata di Lucera e fu proprio qui che sì adoperò per liberare una donna indemoniata, che le suore avevano abbandonato. Dopo aver pregato per giorni, col consenso del vescovo Liguori, condusse a piedi la donna da Lucera a Bovino, dall'amico vescovo Antonio Lucci. Testimoni riferiscono che, nel santuario di Valleverde, l'ossessa fu liberata "vomitando dentro una borsetta che si ruppe nel cadere, chiodi, capelli e certi pallini di piombo".
A seguito del violento terremoto di Foggia del 20 marzo 1731, il tempio trecentesco di San Francesco subì numerosi danni. Il più imponente fu il crollo del primo altare della parete destra, anche se inspiegabilmente, in mezzo alle macerie, fu ritrovato intatto il simulacro cinquecentesco dell'Ecce Homo. Padre Francesco Antonio non si scoraggiò e riuscì a raccogliere i soldi necessario per il restauro decoroso dell'intera chiesa, centro per quasi trentacinque anni continui della sua indefessa attività sacerdotale, che fu riconsacrata il 19 aprile 1739 dall'amico vescovo Antonio Lucci.
Nel 1734 il Padre Maestro impedì ad un patrizio di abusare di una giovane orfana. Il patrizio, per vendicarsi, alimentò dicerie sul suo conto, tant'è che il frate fu convocato a Roma da papa Clemente XII. Il Fasani ascoltò i rimproveri senza aggiungere parola e nell'andarsene baciò il piede e pose le mani sulle ginocchia del Papa, che da anni soffriva di dolorosi attacchi di gotta. Clemente XII sentì subito cessare ogni dolore e, comprendendo che il Padre Maestro non aveva alcuna colpa, lo benedisse e lo rimandò nella sua Lucera.
Nuovamente guardiano del convento, nel maggio 1742, a 35 anni dal suo ritorno a Lucera, il Padre Maestro, sentendo vicina la fine, durante il Capitolo che si tenne a Campobasso, si congedò dai padri della provincia, e in seguito iniziò ad avvisare i frati e i devoti di ciò che sarebbe accaduto, invitandoli a pregare per la sua anima.
Il 22 novembre, chiamato ad assistere un moribondo, incurante del freddo e del vento, tornò al convento con decimi di febbre. Il giorno seguente, dopo aver confessato per alcune ore, barcollando, crollò. Era vicina la morte. Il medico che lo visitò in cella, gli comunicò la triste notizia, ma lui, sorprendendo tutti i presenti, sorrise di gioia e ringraziò il medico per la bella notizia che gli aveva appena dato.
La mattina del 29 novembre 1742, primo giorno della novena dell'Immacolata e festa di tutti i santi dell'ordine francescano, mentre i confratelli stavano "in Coro recitando l'ora di Terza", nella sua umile cella, con l'immagine della Vergine e il crocifisso fra le mani, il Padre Maestro morì a Lucera all'età di 61 anni, "alle ore diecisette circa" (corrispondenti circa alle ore 10 del mattino). Tutta la città si riversò nella chiesa di San Francesco, al grido: "È morto il santo! È morto il santo!" Per tre giorni il suo corpo rimase esposto nella chiesa e molti fedeli ne approfittarono per strappare dal feretro pezzi di stoffa e perfino il crocifisso. Grazie a queste reliquie, dal giorno della sua morte e negli anni successivi, numerose furono le grazie e le guarigioni che i fedeli sostennero di ricevere. Ai suoi funerali parteciparono centinaia di persone. Venne sepolto nella sua chiesa e, data la fama di santità, quattro anni dopo il transito, fu aperto il processo di beatificazione.

## Il predicatore dell'Immacolata

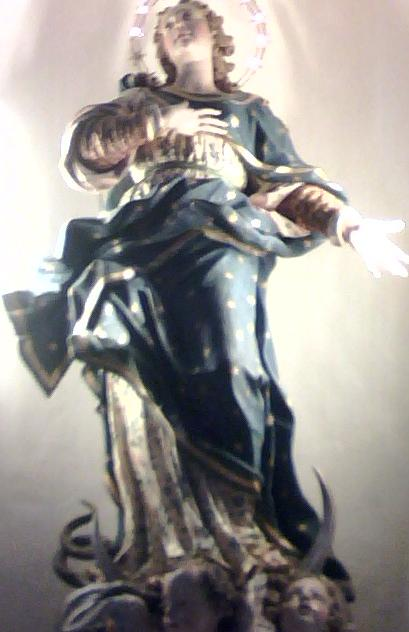
Statua dell'Immacolata Concezione di Giacomo Colombo, 1718

Nonostante il dogma cattolico sarà proclamato solo nel lontano 8 dicembre 1854 da papa Pio IX, il Padre Maestro fu devotissimo dell'Immacolata Concezione e lui stesso spesso si definiva "il peccatore dell'Immacolata".
In occasione della festività della Vergine, o semplicemente durante le sue prediche, era sua abitudine distribuire ampiamente, soprattutto ai bambini, immaginette della Vergine Immacolata, sul retro delle quali era iscritta una pia raccomandazione, una breve preghiera o un pensiero elevato. I frutti spirituali di tale pratica semplicissima furono numerosi. La Santa Vergine si degnò di compiere guarigioni miracolose, che si producevano quando i malati toccavano dette immagini.
Ancora oggi è oggetto di particolare venerazione nella chiesa di San Francesco la bella statua dell'Immacolata, che nel 1718 il santo fece venire da Napoli, ad opera di Giacomo Colombo (Este 1663 - Napoli 1731). Dinanzi a questa scultura Padre Maestro era solito sostare in preghiera e più volte fu visto in estasi nel contemplare la Beata Vergine. Anni prima, nel 1713, aveva commissionato al Colombo anche la statua di san Francesco.
Fece anche dipingere l'immagine della Vergine Immacolata sulla porta della sua angusta cella, nella quale in silenzio e contemplazione faceva penitenza, mortificandosi il corpo. Dormendo su un pagliericcio, vestiva con abiti ruvidi e rattoppati e il cibo che prendeva era scarso e insufficiente. Non mancavano gli strumenti di penitenza; lo stesso Guardiano P. Giannini attestò di aver trovato nella sua stanza "cilizi tinti di sangue, alcuni ferri... spille aguzze di ottone", che utilizzata per flagellarsi la schiena.
Compose una novena popolare in suo onore ed il popolo lucerino canta tuttora la canzone mariana da lui composta.

tu la sola benedetta, fra le donne sei chiamata: Oh, Concetta Immacolata.

Dica ognuno che sia lodata, la Regina del Cielo Immacolata!...»
(San Francesco Antonio Fasani, Canzone Mariale)
Nel corso della sua vita, Padre Maestro ha scritto almeno 3 Mariali. Due sono stati pubblicati:

- Mariale "Incipiunt Cantica canticorum: allegorice super Matrem Dei, ed moraliter super animam", pubblicato nel 1986 dall'Edictrice Messaggero S. Antonio, Padova;

- Mariale "Ecce nubecula, parva...", pubblicato nel 1998 dall'Edizioni del Comitato di Promozione Culturale "Padre Maestro", Lucera.

Gli altri manoscritti risultano tuttora smarriti.

(da: San Francesco Antonio Fasani, Mariale "Ecce nubecula, parva...")
Scrisse anche altre operette predicabili, tra cui un Quaresimale, un'esposizione al Pater noster e al Magnificat, Meditazione sopra la Passione di N.S. Gesù Cristo e vari Sermoni, alcuni in lingua latina.

## I prodigi e il lungo processo di beatificazione

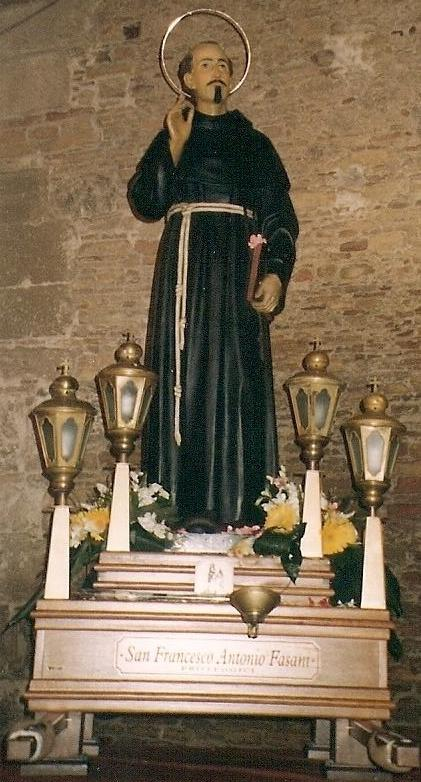
Processione del Padre Maestro del 29 novembre 2003

Le pratiche giuridiche preliminari del processo canonico di beatificazione iniziarono nel 1746, su grande richiesta dei tanti fedeli, che sostenevano di aver ricevuto grazie e miracoli per intercessione di Padre Maestro, molti dei quali quando il frate era ancora in vita.
Fra gli eventi inspiegabili vi è il "Miracolo della pioggia". Lucera attraversava un periodo di grande siccità e i nobili coltivatori della città erano in crisi. Il Padre Maestro passava nelle case per chiedere l'elemosina per i poveri, al che il duca Orazio Zunica e sua moglie gli fecero una proposta: se lui avesse promesso la pioggia, loro gli avrebbero dato l'offerta. Padre Maestro promise, prese le elemosine e corse nella chiesa di san Francesco; pregò per tutta la notte e il giorno seguente e, come spesso accadeva, fu visto assorto in contemplazione davanti al Tabernacolo e poi all'altare dell'Immacolata, ed elevarsi da terra e portarsi sollevato fino alla predella. Durante la notte, iniziò a piovere, pioggia abbondante che si protrasse per giorni, evitando così che la siccità rovinasse i raccolti. Il duca Zunica, pieno di commozione, avrebbe detto ai familiari "Veramente il Padre Maestro è un santo".
Un'altra volta, nel convento di Santa Caterina, le suore mandavano via i poveri, poiché nel pozzo non c'era più acqua. Padre Maestro intervenne e chiese ad una suora di attingere l'acqua al pozzo. Con suo grande stupore, la suora trovò il pozzo nuovamente pieno d'acqua. Un episodio analogo accade anche al convento di San Francesco, dove la cisterna vuota, tornò ad essere ricolma fino all'orlo. Grazie a questi eventi inspiegabili e altri simili che avvennero dopo la sua morte, San Francesco Antonio Fasani viene anche definito "Il Santo della pioggia". Ancora oggi viene invocato per piogge abbondanti in periodo di siccità.
Furono ascoltati decine di testimoni, primo fra tutti il vescovo di Bovino, mons. Antonio Lucci, suo amico di studi, ma il "processo diocesano" fu più volte sospeso, per poi trovare termine nel 1765. A causa dello scioglimento degli ordini religiosi del 1808 e del conseguente allontanamento dei frati da Lucera, tutto il materiale raccolto sul "Servo di Dio" giunse a Roma solo nel 1831 al vaglio della Commissione delle cause dei santi, e papa Gregorio XVI firmò il 4 maggio 1832 il decreto d'introduzione della causa di beatificazione. Ma gli impedimenti non erano finiti. A causa delle calunnie che il frate ebbe in vita, il "processo apostolico" fu ulteriormente allungato e solo il 21 giugno 1891 papa Leone XIII proclamò l'eroicità delle virtù proclamando Padre Maestro Venerabile. Ebbe quindi inizio il procedimento per la canonizzazione.
Il 4 giugno 1926 venne fatta la prima ricognizione delle spoglie del Venerabile Padre Maestro e nel 1932 i frati minori conventuali tornarono definitivamente a Lucera.
In quegli anni diversi furono i miracoli che i fedeli attribuirono al Fasani, varie guarigioni prodigiose di malati ritenuti incurabili, due delle quali hanno portato alla beatificazione del Padre Maestro da parte di papa Pio XII nel piovoso 15 aprile 1951:
- Francesco Tozzi, operaio di Lucera di anni 66, fu ricoverato il 22 luglio 1944 per essere operato di "favo maligno". Nel pomeriggio del 6 agosto, le sue condizioni si aggravarono. La mattina seguente il chirurgo era sicuro di dover constatare il decesso del Tozzi, invece questi stava bene. Nella notte fra il 6 e il 7 agosto, il Tozzi aveva invocato il Padre Maestro, che gli apparve verso le tre. Al mattino era guarito.[36]
- Valentino Boccuzzi, un bambino di San Mango sul Calore (Avellino) il 10 dicembre 1943 fu ferito da un colpo di fucile dal gluteo destro al fianco sinistro; non fu possibile operarlo. Dalla ferita a sinistra uscivano pus e materia. Per guarire avrebbe dovuto sostenere diversi interventi con risultato incerto. Uno zio di Valentino, che era impiegato a Lucera, saputo della malattia del nipote, scrisse che « [...] vi era il Venerabile Fasani che faceva molti miracoli». La mamma di Valentino si fece spedire un'immagine del Fasani e dopo la medicazione l'applicò alla fasciatura recitando la preghiera. Al mattino (febbraio 1945), nello sfasciare il figlio lo trovò senza pus e materia; era inspiegabilmente guarito.[36]

In occasione della beatificazione, il corpo del Padre Maestro fu nuovamente riesumato dal vecchio sepolcro in marmo, per una nuova ricognizione; i resti, ricoperti di cera, furono posti in un'urna di cristallo e bronzo, e portati in processione per le vie della città, per poi essere deposti sotto l'altare maggiore della chiesa di San Francesco, dove sono tuttora conservati.
In quello stesso anno la casetta di via Torretta che diede i natali al Padre Maestro, fu data in dono dagli eredi Tandoja alla Curia Vescovile di Lucera. Trasformata in piccolo oratorio, è subito diventata meta di devoti pellegrini. Nei suoi pressi venne inaugurata una via in onore del Beato.
Sempre nel 1951, fu realizzata anche la statua processionale di San Francesco Antonio Fasani. Statua commissionata ai Santifaller di Ortisei, ma perfezionata dal pittore lucerino Giuseppe Ar, che trasformò le sembienze di un giovane frate, nell'immagine del beato Fasani.
Nel 1957, grazie alla collaborazione dei frati minori convenutali di Lucera, nasce la rivista periodica "Il Padre Maestro", dedicata alla figura del Fasani. Il giornale sottolinea gli aspetti che possano dare stimolazione alla spiritualità dei fedeli e di quanti hanno una devozione speciale per il Padre Maestro.

## La canonizzazione e il culto

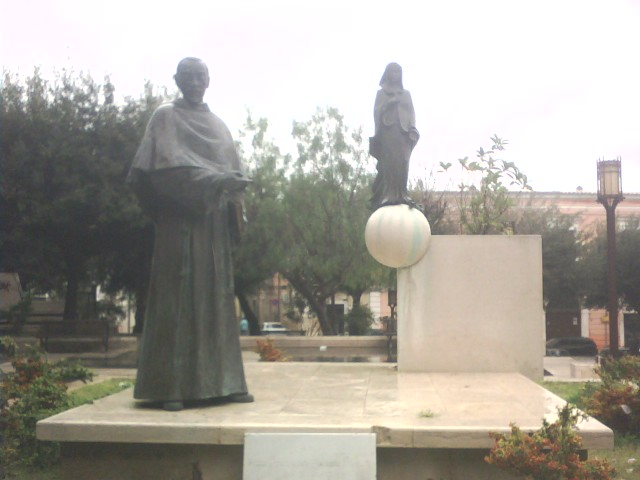
Monumento al Padre Maestro in Piazza Tribunali (più conosciuta come piazza San Francesco) a Lucera

Dopo la beatificazione, i fedeli attendevano il prodigio che avrebbe portato il Padre Maestro alla santità.
Il 13 giugno 1983 i frati del convento, l'amministrazione comunale e i cittadini di Lucera inaugurarono, nel centro di Piazza San Francesco, un monumento al Padre Maestro, formato da due sculture in bronzo: l'immagine del beato e la figura dell'Immacolata.
Il 21 marzo 1985 finalmente papa Giovanni Paolo II riconobbe il miracolo che aprì la strada alla canonizzazione del beato Francesco Antonio Fasani:
- Maria Stratagemma in Romano, di San Severo, era affetta da "stenosi cronica retto-sigmoidea" La prognosi era da ritenersi infausta e la terapia fu inefficace. La donna aveva in casa un quadro del beato Fasani di cui era molto devota. Nei giorni più critici della sua infermità, l'ammalata rese più fervorosa e fiduciosa la sua preghiera. In una notte dei primi di febbraio 1961, "vide" ai piedi del letto il Padre Maestro e gli tese la mano in atto di supplica. Addormentatasi, al risveglio non sentì alcun dolore. Era guarita![36]

Fu canonizzato il 13 aprile 1986, a causa della pioggia, all'interno della Basilica di San Pietro e, in tale occasione, papa Giovanni Paolo II sottolineava «Predicatore instancabile, san Fasani non attenuò mai le esigenze del Messaggio evangelico nel desiderio di compiacere agli uomini».
L'anno successivo, il 25 maggio 1987, Giovanni Paolo II si recò in pellegrinaggio in Puglia e si fermò a Lucera per venerare il corpo del Padre Maestro e per rendere omaggio all'icona di Santa Maria Patrona di Lucera, venerata nella cattedrale.
Nell'anno della canonizzazione, inoltre, a Lucera viene istituita sulla carta dal vescovo Carmelo Cassati la parrocchia in suo onore. Solo il 3 marzo 1996 diviene realtà nel nascente quartiere di "Lucera 2" ed ha sede in un locale a pian terreno di uno stabile. I lavori per la costruzione della nuova chiesa ebbero inizio il 27 settembre 1998, in un pomeriggio di pioggia; venne posta la prima pietra dal vescovo Raffaele Castielli. Il 21 dicembre 2002 la chiesa di San Francesco Antonio Fasani venne solennemente inaugurata e aperta al culto.
Al santo è stato dedicato anche un Istituto Comprensivo, e un Centro di Solidarietà, nella struttura che ospita la Caritas Diocesana, dove in passato sorgeva l'ospedale oftalmico.
In occasione del decennale della canonizzazione, nel 1996, l'urna contenente il corpo del santo è stata portata, su un carro trainato da cavalli, in pellegrinaggio nelle nove parrocchie della città di Lucera. Negli anni seguenti l'urna ha percorso le strade della città solo in occasione della festa del santo, il 29 novembre; attualmente invece viene utilizzata la statua del 1951. L'ultima uscita dell'urna di bronzo risale al dicembre 2002 quando, in seguito all'apertura al culto della chiesa parrocchiale a lui dedicata, è stata portata in pellegrinaggio nel quartiere "Lucera 2".
Nel 2000, la casa natale del Santo fu restaurata; venne smantellato il campanile posto negli anni '50 e fu realizzata una torretta campanaria bronzea, nel cui centro è stata collocata una statua del Santo, inaugurata il 5 agosto.
Nel 2001, a distanza di più di 15 anni dalla canonizzazione, l'antica chiesa di San Francesco è stata dichiarata "Santuario diocesano di San Francesco Antonio Fasani", dove ogni anni migliaia di devoti si recano ai piedi dell'altare ad onorare il Padre Maestro.
Il 12 marzo 2006, nella parrocchia di Lucera 2, viene dedicata una cappella al Santo, con al centro una statua bronzea dell'artista Salvatore Lovaglio.
Nel 2008 il santuario è stato dichiarato "Monumento Testimone di una Cultura di Pace" dell'Unesco.
Il 16 novembre 2010, la cella, dove ha vissuto per 35 anni e ha esalato l'ultimo respiro San Francesco Antonio Fasani, è tornata a far parte del convento di Lucera. La comunità dei frati ha infatti ottenuto l'area da parte dell'Amministrazione Penitenziaria, che la deteneva da ben 144 anni.
Il 29 novembre 2010 viene inaugurato a Lucera l'"Anno Giubilare Fasaniano", in ricordo del 25º anniversario della canonizzazione di San Francesco Antonio Fasani, che si chiude il 29 novembre 2011. Durante l'intero anno è stato possibile ricevere l'Indulgenza Plenaria presso il Santuario.
Il 23 dicembre 2010, presso il Museo Diocesano di Lucera, è stata inaugurata la mostra "Il Padre Maestro San Francesco Antonio Fasani - Le sue immagini in mostra nel 25º anniversario della canonizzazione", che si ripropone di ripercorrere tramite quadri, stampe antiche, tele, santini, statue, documenti e reliquie, la storia del Santo di Lucera. Il 12 agosto 2011, la mostra è stata ampliata con una sezione dedicata al legame del santo con la Vergine Immacolata, intitolata: "Padre Maestro: Il cantore dell'Immacolata".
Il 21 novembre 2011, nella chiesa del Carmine, è stata inaugurata una tela dedicata al Santo ad opera dell'artista Muré.
Il 29 novembre 2012 il santuario di San Francesco Antonio Fasani è stato elevato a basilica minore alla presenza del cardinale Giuseppe Bertello. In serata, a causa della pioggia, la processione è stata interrotta in Piazza Duomo; la statua e la reliquia del santo sono state portate all'interno della Basilica Cattedrale, dove sono rimaste fino alla serata di domenica 2 dicembre 2012, quando ha avuto luogo la seconda parte della processione, con il suggestivo passaggio dinnanzi la casa Natale del Padre Maestro e il ritorno al santuario.
Il 29 novembre 2014 San Francesco Antonio Fasani con decreto vescovile viene elevato a protettore delle confraternite della Diocesi di Lucera-Troia. In serata, a causa della pioggia, come nel 2012, la statua e la reliquia del santo sono state riparate all'interno della Basilica Cattedrale.
Nella mattinata del 30 novembre 2014 ha avuto luogo la "1° Maratonina San Francesco Antonio Fasani", con un circuito nel centro storico di Lucera per un totale di 12 km.
Nella mattinata del 12 aprile 2015 ha avuto luogo la prima "Passeggiata nel Centro Storico di Lucera ...sulle orme del Padre Maestro", un percorso alla scoperta dei luoghi frequentati dal santo e degli episodi emblematici della sua vita.
Il 18 dicembre 2015 il vescovo Domenico Cornacchia ha annunciato che San Francesco Antonio Fasani è stato dichiarato ufficialmente Protettore Speciale cioè Compatrono di Lucera. Il 23 aprile 2016, nella Basilica Santuario viene data lettura del Decreto di Proclamazione del 3 dicembre 2015 della Congregazione per il Culto Divino e la Disciplina dei Sacramenti, alla presenza del cardinale Robert Sarah.

## Le feste in suo onore

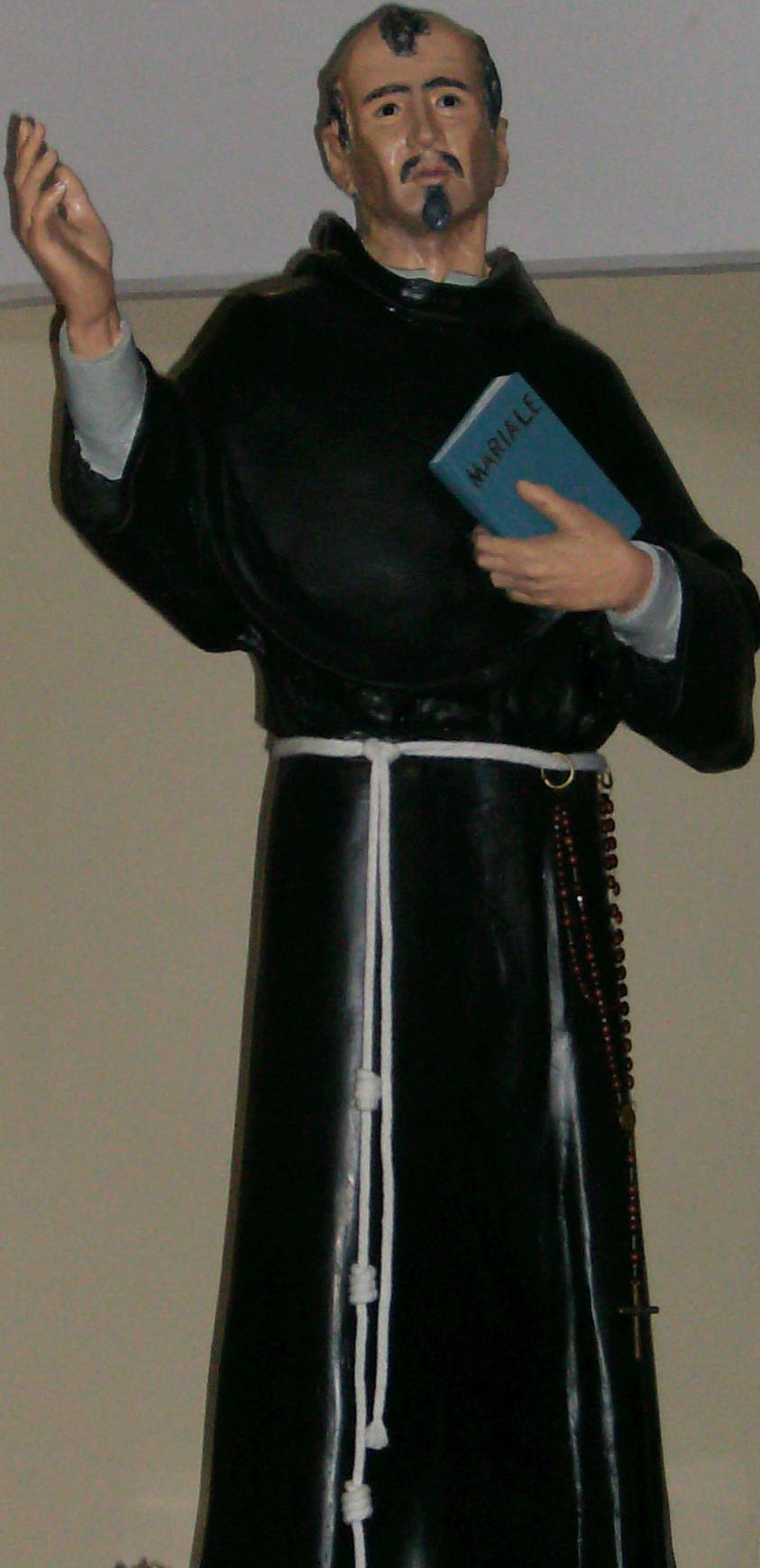
Statua del Padre Maestro venerata nella sua parrocchia a Lucera, 2008

La memoria liturgica del Santo è il 29 novembre, anniversario della dipartita. Tale giorno è la festa compatronale di Lucera. Presso il suo Santuario, dal 20 al 28 del mese le varie parrocchie della Diocesi si alternano all'animazione della solenne novena; la sera del 28 novembre ha luogo la lettura del "Transito del Padre Maestro", momento suggestivo, intercalato da letture di scritti del santo e da dolci melodie. La mattina del 29 novembre varie sono le celebrazioni liturgiche all'interno del Santuario, animate anche dai giovani delle scuole di Lucera. Nel tardo pomeriggio, invece, dopo la Santa Messa, ha luogo la processione per le vie della città. Fino a qualche anno fa veniva portata la salma del santo su un carro trainato da cavalli ma, oggi, a causa delle avversità atmosferiche, si preferisce portare la statua realizzata nel 1951. Suggestivo il passaggio della stessa in via Torretta, dinnanzi la casa natale del santo. Chiude la festa un fuoco pirotecnico in piazza Tribunali.
Oltre al 29 novembre, la città di Lucera ricorda il suo Santo in altre due ricorrenze:
- Il 6 agosto, anniversario della sua nascita, presso la sua casa natale sita in via Torretta. Nei giorni precedenti la festa si svolge il triduo dinnanzi la piazzetta della casa natale. Fino a qualche anno fa veniva portata la statua del santo in processione, ma dal 2000, con la realizzazione di una nuova statua posta nella piazza antistante la casetta, tale usanza è stata abbandonata.
- Il 19 settembre, anniversario della sua ordinazione sacerdotale, presso la parrocchia a lui dedicata nel quartiere di Lucera 2. È una festa recente, anche se col tempo, sta assumendo sempre più importanza, dato il quartiere giovanile. Dal 2008 viene portata in processione una nuova statua del Padre Maestro.

Tra i francescani la memoria di san Francesco Antonio Fasani è anticipata al 27 novembre, poiché il 29 ricorre la festa di tutti i santi dell'ordine francescano.